# 阿布哈茲歷史
阿布哈茲歷史始於青銅器時代，文化發展極早。其後經歷喬治亞，蒙古，奧斯曼帝國等外族入侵，後來在1810年後續漸被俄國所兼併。 1991年格魯吉亞獨立，成為其一部分。1992年7月23日阿布哈茲宣佈獨立，格魯吉亞軍隊於同年8月進入阿布哈茲，但在1993年9月被擊敗。 最終在1994年，在聯合國和獨聯體的干預下雙方停火，1994年宣佈成立共和國。 2008年8月南奧賽梯戰爭爆發後，阿布哈茲在俄羅斯軍隊的幫助下驅逐了領土上的所有格魯吉亞軍隊，再次宣佈獨立，但不為聯合國所承認，只有少數國家承認其獨立。

## 早期歷史
阿布哈茲文化發展極早，可追溯自青銅器時代。公元前6世紀中期，當時來自古希臘城邦米利都的殖民者擊敗當地居民科爾基斯人，在這裏建立了一座城邦，稱為「狄奧斯庫里亞」（Διοσκουριός），這是米利都人建立的最遠的殖民地。
前2世紀，國王米特里達梯六世征服了整個城邦，不久，隨著古羅馬征服，阿布哈茲也成為羅馬版圖的一部分。
公元5世紀阿布哈茲人信奉基督教，依靠羅馬帝國，捲入羅馬帝國與波斯帝國之戰爭中。 
其後曾歷經阿拉伯與亞美尼亞人之統治。8世紀才建立阿布哈茲王國。獨立後不久受格魯吉亞入侵，淪為其一部分。格魯吉亞在1220年受蒙古帝國入侵，1386年至1403年間受帖木兒侵襲，從此一蹶不振。 最終阿布哈茲在1463年再次獨立。 公元16世紀被奧斯曼土耳其帝國入侵，阿布哈茲人改信伊斯蘭教。

## 沙皇俄國時期

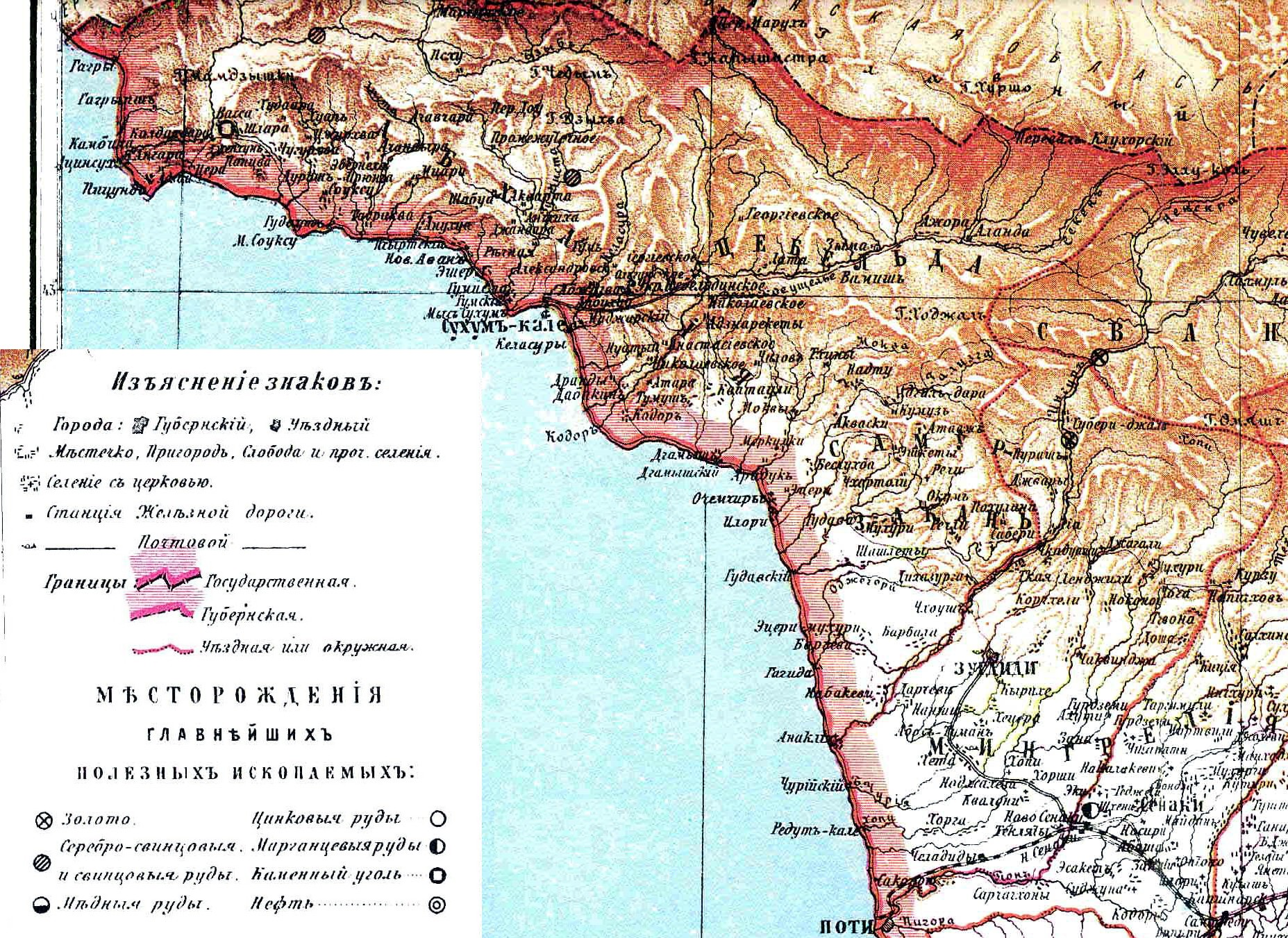
1890年俄罗斯帝国的苏呼米军区。

在俄土戰爭中，俄國與奧斯曼土耳其之間為爭奪高加索，爆發多次戰爭。1783年沙俄勢力續漸入侵，1810年俄國海軍炮轟蘇呼米并成功控制该地，扶持了傀儡Sefer Bey作为公侯，俄國擁有其宗主權，使阿布哈兹作为俄罗斯附庸的一个公国。但实际上，当时俄国势力仅达到布兹皮河，阿布哈兹大片领土仍均为亲土耳其的穆斯林贵族所控制。其後贵族領地續漸為俄國所兼併，直至1864年正式废除公侯而兼併阿布哈茲。俄国在前公侯政权的领土上建立“苏呼米军事部”，此后该地被称为“苏呼米军区”。

## 俄国内战时期
1918年外高加索民主联邦共和國成立，声称格鲁吉亚为外高加索一部分。1918年3月，当地布尔什维克在约瑟夫·斯大林的亲密伙伴涅斯托尔·拉科巴的领导下，利用农业骚乱，在革命农民民兵“kiaraz”的支持下，于4月在苏呼米夺取政权。声称该地区是其一部分的外高加索民主联邦共和国批准镇压叛乱，5月17日，格鲁吉亚国民卫队在苏呼米废除了共产党人公社。
不久后，联邦结束，5月26日格鲁吉亚民主共和国成立。同年6月8日，阿布哈兹人民委员会签署协定使格鲁吉亚同意给予阿布哈兹自治权。所有内部事务均由其管辖，而中央政府设立了阿布哈兹事务部长办公室和阿布哈兹州长职位。1919年阿布哈兹人民委员会选举中，阿布哈兹议员在格鲁吉亚议会为少数民族保留的28个席位中赢得了3个。

## 苏维埃政权時期
1921年苏联入侵格鲁吉亚，5月21日建立阿布哈茲蘇維埃社會主義自治共和國（Абхазская АССР，Абхазия）。
1921年12月16日，阿布哈茲蘇維埃社會主義共和國與格魯吉亞蘇維埃社會主義共和國簽定同盟條約，同意自願放棄獨立和主權，並且通过格魯吉亞加入外高加索蘇維埃聯邦社會主義共和國，从而加入苏联。这一事实写入了1925年的阿布哈兹共和国宪法中的第一章第四条和第二章的第五条。这点在阿布哈兹1935年和1937年的两版宪法中也均有体现，即出现“阿布哈茲蘇維埃社會主義自治共和國以自治共和國身分加入格魯吉亞蘇維埃社會主義共和國”的内容。据称在斯大林时期，阿布哈兹内百分之五十的家庭，都有成员在克格勃任职。

## 阿布哈兹战争
1990年阿布哈茲脫離格魯吉亞升格為蘇聯直轄的加盟共和國，但阿布哈茲在1991年又被併入格魯吉亞。同年，在格魯吉亞脫離蘇聯宣佈獨立當天，阿布哈茲再度脫離格魯吉亞宣佈獨立，兩國隨即爆發戰爭。1992年格魯吉亞軍隊於同年8月侵入阿布哈茲，但在1993年9月被擊敗。1994年，在聯合國的監督和俄羅斯主導的獨聯體的干預下，雙方停火，阿布哈茲得以維持現狀。

## 战后時期

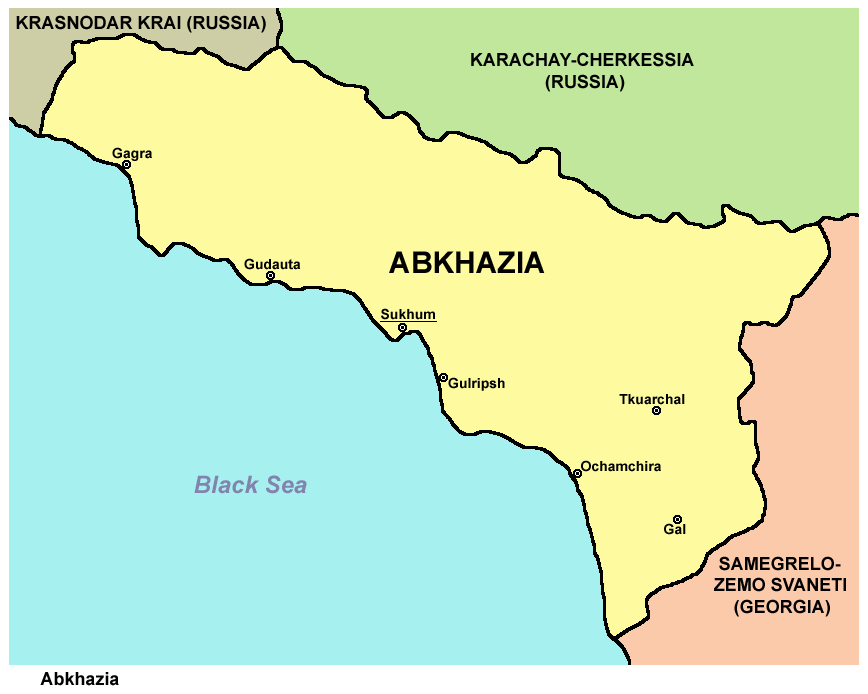
现在的阿布哈兹位置。

2008年8月1日，格魯吉亞軍隊進攻同樣要求獨立的南奧塞梯共和國，試圖將該地納入其政府軍管轄之下，最終爆發南奧塞梯戰爭。阿布哈茲在俄羅斯軍隊的幫助下驅逐了領土上的所有格魯吉亞軍隊，再次宣佈它獨立。但不為聯合國所承認，只有少數國家承認其獨立。
2014年4月至6月，阿布哈兹陷入政治危机，反对派向政府发出最后通牒，要求实施改革。总统亚历山大·安克瓦布和总理列昂尼德·拉克巴伊亚与6月初纷纷辞职。大选日期提前到了2014年8月24日。